# Зальцгаузен
Зальцгаузен (нім. Salzhausen) — громада в Німеччині, розташована в землі Нижня Саксонія. Входить до складу району Гарбург. Центр об'єднання громад Зальцгаузен.
Площа — 34,72 км2. Населення становить 4865 ос. (станом на 31 грудня 2021).

## Галерея

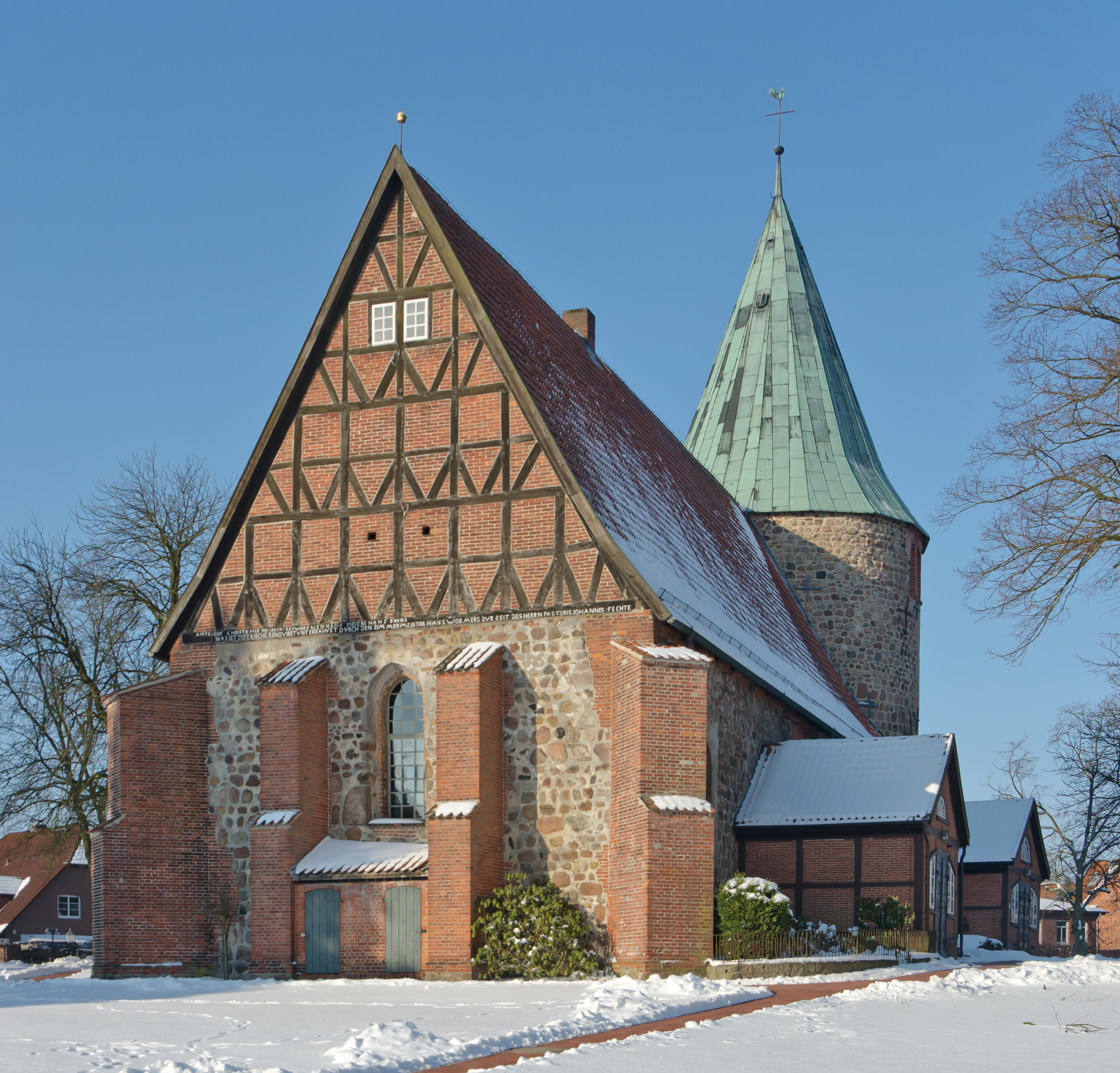
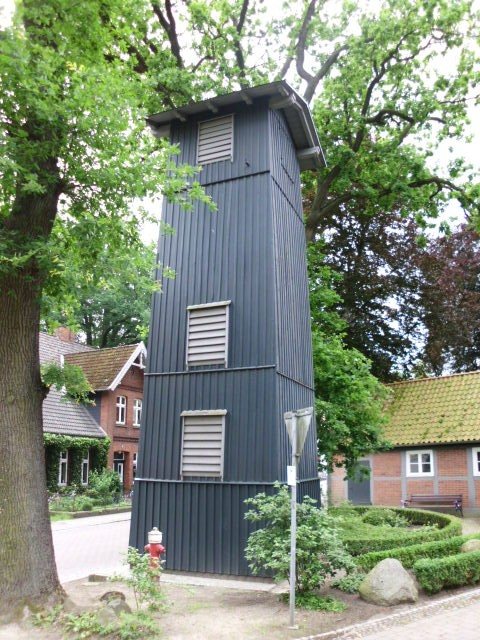
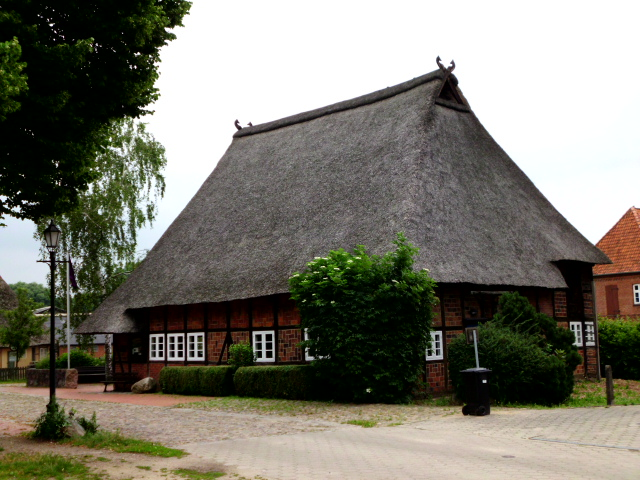
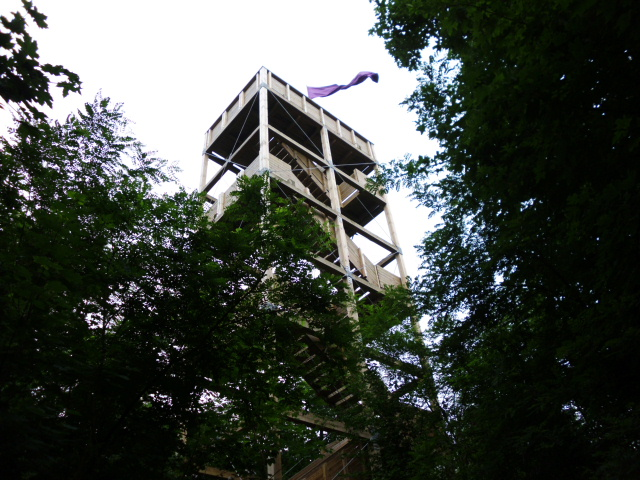
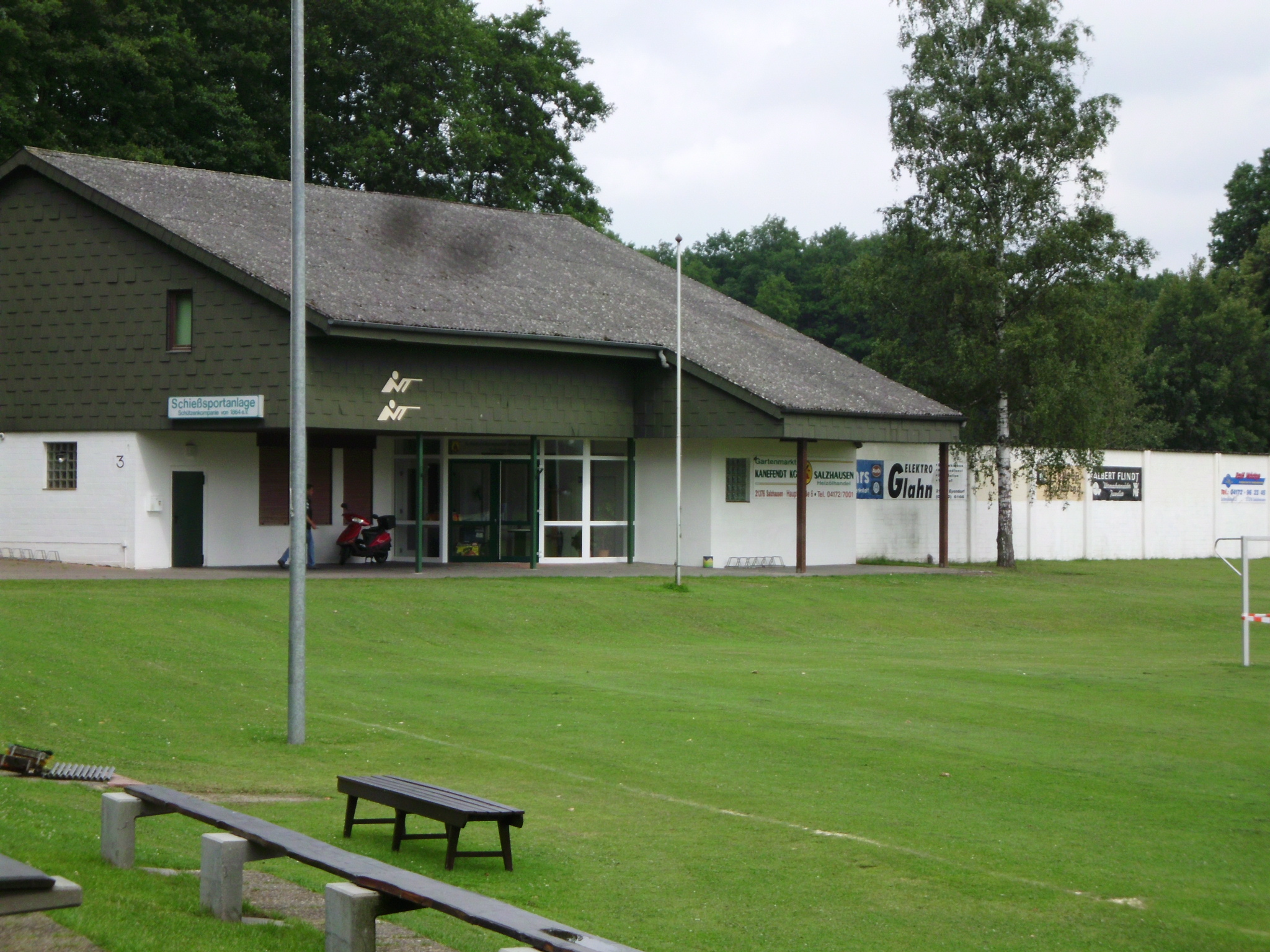
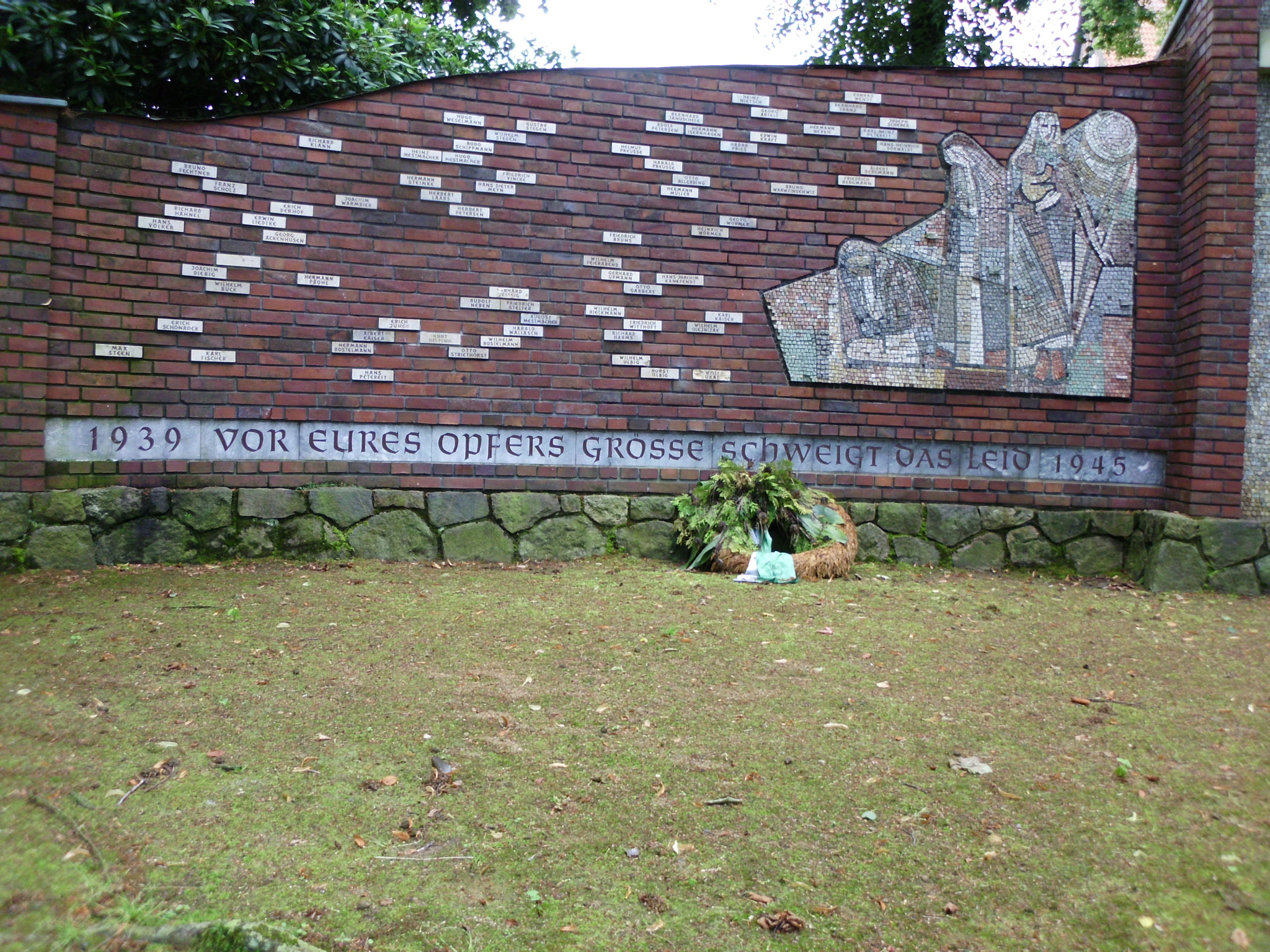